# Vela ai Giochi della XXI Olimpiade
Le competizioni di vela ai Giochi della XXI Olimpiade si sono svolte dal 19 al 27 luglio 1976 presso l'Portsmouth Olympic Harbour di Kingston, in Ontario.
Il calendario prevedeva 6 eventi, 2 per soli uomini e 4 Open.

## Podi
| Evento                     | Oro                                                    | Argento                                                 | Bronzo                                                     |
| Finn (dettagli)            | Jochen Schümann                                        | Andrei Balashov                                         | John Bertrand                                              |
| Tempest (dettagli)         | Svezia John Albrechtson Ingvar Hansson                 | Unione Sovietica Valentin Mankin Vladislav Akimenko     | Stati Uniti Dennis Conner Conn Findlay                     |
| 470 (dettagli)             | Germania Ovest Frank Hübner Harro Bode                 | Spagna Antonio Gorostegui Pedro Millet                  | Australia Ian Brown Ian Ruff                               |
| Soling (dettagli)          | Danimarca Valdemar Bandolowski Erik Hansen Poul Jensen | Stati Uniti John Kolius Walter Glasgow Richard Hoepfner | Germania Est Dieter Below Michael Zachries Olaf Engelhardt |
| Flying Dutchmen (dettagli) | Germania Ovest Jörg Diesch Eckart Diesch               | Gran Bretagna Rodney Pattisson Julian Brooke-Houghton   | Brasile Reinaldo Conrad Peter Ficker                       |
| Tornado (dettagli)         | Gran Bretagna Reginald White John Osborn               | Stati Uniti David McFaull Michael Rothwell              | Germania Ovest Jörg Spengler Jörg Schmall                  |

## Medagliere
| Posizione | Paese            | Oro | Argento | Bronzo | Totale |
| --------- | ---------------- | --- | ------- | ------ | ------ |
| 1         | Germania Ovest   | 2   | 0       | 1      | 2      |
| 2         | Gran Bretagna    | 1   | 1       | 0      | 2      |
| 3         | Germania Est     | 1   | 0       | 1      | 2      |
| 4         | Danimarca        | 1   | 0       | 0      | 1      |
| 4         | Svezia           | 1   | 0       | 0      | 1      |
| 6         | Stati Uniti      | 0   | 2       | 1      | 3      |
| 7         | Unione Sovietica | 0   | 2       | 0      | 2      |
| 8         | Spagna           | 0   | 1       | 0      | 1      |
| 9         | Australia        | 0   | 0       | 2      | 2      |
| 10        | Brasile          | 0   | 0       | 1      | 1      |
| Totale    | Totale           | 6   | 6       | 6      | 18     |